# A Royal Night Out
A Royal Night Out (prt: Uma Noite Fora do Palácio; bra: A Noite da Realeza) é um filme de comédia dramática britânico realizado por Julian Jarrold e escrito por Trevor de Silva e Kevin Hood. Estreou-se no Reino Unido a 8 de maio e em Portugal a 24 de setembro de 2015.

## Elenco
- Sarah Gadon como Princesa Isabel
- Bel Powley como Princesa Margarida
- Emily Watson como Rainha Isabel
- Rupert Everett como Rei Jorge VI
- Jack Reynor como Jack
- Roger Allam como Stan
- Ruth Sheen como Mãe de Jack
- Jack Laskey como Capitão Pryce
- John Neville como Spiv
- Samantha Baines como Mary
- Fiona Skinner como Annie